# Abu Muhammad ibn al-Baitar
Abu Muhammad ibn al-Baitar (arabiska ابن البيطار), född 1197, död 1248 i Damaskus, var en arabisk botaniker och farmakolog från Málaga i Spanien.
Ibn al-Baitar företog vidsträckta forskningsresor bland annat i Egypten, Mindre Asien och Grekland, och nedlade sitt farakologiska vetende i det stora verket al-Djāmi' li-mufradāt al-al'dwija wal-a'ghdhija (utgiven år 1602 i latinsk översättning under titeln Materia medica).